# Acrostira
Acrostira es un género de insectos ortópteros de la subfamilia Pamphaginae, familia Pamphagidae. Se distribuye en las islas Canarias.

## Especies
Las siguientes especies pertenecen al género Acrostira:
- Acrostira bellamyi (Uvarov, 1922)
- Acrostira euphorbiae Garcia-Becerra & Oromí, 1992
- Acrostira tamarani Baez, 1984
- Acrostira tenerifae Perez & López, 2005